# Bingo Banko
Bingo Banko var et live tv-show der er blevet sendt på TV2. Showet bestod i at værterne trækker numre på forskellige måder. F.eks. hvor mange sekunder en person kan holde vejret under vand. Antallet af sekunder svarer så til det næste nummer. Seerne havde mulighed for at printe bingoplader fra programmets hjemmeside. Der spilles først om en række, dernæst to rækker og til sidst fuld plade ligesom i traditionel bingo. Seerne skulle hernæst ringe ind til studiet og kommer live igennem til værterne, der udvælger hvilke præmier vindere skal have ud fra en mængde sponsorgaver.
Det oprindelige program havde premiere i 2010 med værterne Jacob Wilson og Simon Talbot. Da programmet havde premiere i foråret 2011 var værterne imidlertid blevet skiftet ud med Anders Stjernholm og Joakim Ingversen.